# 歌川芳見
歌川 芳見（うたがわ よしみ、生没年不詳）とは、江戸時代の浮世絵師。

## 来歴
歌川国芳の門人で歌川の画姓を称し、作画期は文政の頃とされる。『浮世絵編年史』と『増訂浮世絵』によれば、文政11年（1828年）建立の豊国先生瘞筆之碑に「国芳社中」として「芳見」の名がある。『浮世絵師歌川列伝』にも国芳の門人のひとりとして「芳見」の名が見られるが、作や経歴については不明。